# Struktura płci i wieku
Struktura płci i wieku – udział różnych grup wiekowych w populacji z uwzględnieniem podziału na płeć. Udział ten graficznie przedstawia się za pomocą schematu, zwanego piramidą płci i wieku.
Parametr ten jest z jednej strony dość stałą cechą gatunkową, z drugiej podlega silnym wpływom takich czynników, jak: rozrodczość, strategia rozrodu i śmiertelność.
Ocena rozkładu wiekowego osobników dostarcza wielu informacji o aktualnej kondycji populacji. Badanie struktury wiekowej powinno obejmować dłuższe okresy. Gdyby bowiem zbadano populację jętek w okresie 48 godzin po rójce, to mogłoby się okazać, że nie ma w niej wcale osobników dorosłych. Taki obraz struktury wiekowej prowadziłby do fałszywych wniosków.
W życiu każdego osobnika można wyróżnić trzy okresy:
- przedprodukcyjny (przedrozrodczy),
- reprodukcyjny (rozrodczy),
- poprodukcyjny (porozrodczy).

Podobnie można pogrupować osobniki na młodociane, dojrzałe i starzejące się. Liczba klas wiekowych może być jednak większa. Wszystko zależy od tego jak szczegółowe przyjmuje się kryteria pomiaru wieku. Jeśli osobniki w poszczególnych klasach zostały zliczone, wyniki można przedstawić w postaci piramidy płci i wieku ludności danego obszaru, polegające na zestawieniu diagramów słupkowych utworzonych dla poszczególnych roczników lub grup wiekowych (np. 5-letnich) dla każdej płci oddzielnie.
Główne cechy struktury płci i wieku:
- udział kobiet wyraża współczynnik feminizacji, czyli stosunek liczby kobiet do liczby mężczyzn w populacji;
- udział mężczyzn wyraża współczynnik maskulinizacji, czyli stosunek liczby mężczyzn do liczby kobiet w populacji;
- na świecie zaznacza się przewaga kobiet nad mężczyznami (na 100M przypada 106K) – jednak w grupach młodszych przeważają mężczyźni, gdyż rodzi się więcej chłopców, niż dziewczynek, lecz kobiety średnio żyją dłużej;
- w krajach wysoko rozwiniętych przeważają kobiety, a w krajach rozwijających się – mężczyźni;
- udział ludności w wieku poprodukcyjnym do ogółu populacji wynosi: w krajach bogatych 10 – 15%, a w krajach biednych ok. 5%;
- udział ludności w wieku przedprodukcyjnym do ogółu populacji wynosi: w krajach bogatych ok. 30%, a w krajach biednych ok. 60%.

Jeżeli w czasie obliczania struktury wiekowej populacji uwzględnimy liczebność osobników różnej płci można wtedy mówić o strukturze płci. Piramidy płci i wieku dzielimy na progresywne, regresywne i zastojowe. Piramida typu progresywnego pokazuje zwiększanie się liczby ludności, typu zastojowego obrazuje sytuacje w której liczba dzieci jest taka sama jak liczba dorosłych, typu regresywnego obrazuje zmniejszanie się liczby ludności.